# 功夫熊猫3
《功夫熊猫3》（英語：Kung Fu Panda 3）是一部2016年中美合拍3D动作喜劇片动画电影，为2011年的电影《功夫熊猫2》的续集，由梦工厂动画和东方梦工厂制作，詹妮弗·余执导，二十世纪福斯发行，美国和中国于2016年1月29日上映。根據各地區的電影分級制度，美國電影分級為PG級，香港電影分級為I級，澳門電影分級為A組，台灣電影分級為「普遍級」。
同時本片是夢工廠動畫被環球影業收購前的最後一部影片。

## 劇情
成為神龍大俠的阿波（杰克·布莱克飾），終於和失聯多年的父親李山（布萊恩·克蘭斯頓飾）相聚，老李帶阿波回到住著許多熊貓的熊貓村，阿波終於知道他不是這個世界上的唯一一隻熊貓。但正當阿波開心地與族人相聚的同時，武功高強的敵人天煞（J.K.西蒙斯飾）卻在中國各地橫行，打算擊敗全中國的武林高手，稱霸天下。阿波為了保護族人和熊貓村的安全，他必須將這些圓滾滾又生性溫馴的熊貓們，訓練成一群「功夫熊貓」。與此同時亦會解說為何龜大仙會選阿波為神龍大俠。

## 配音員
| 角色                                  | 配音               | 配音 | 配音   | 配音     |
| 譯名                                  | 美國               | 香港 | 台灣   | 中國大陸 |
| ------------------------------------- | ------------------ | --- | ------ | -------- |
| 阿波（Po），大熊猫                    | 杰克·布莱克        | 陳奕迅 | 石班瑜 | 黃磊     |
| 李山（Li Shan），大熊猫，阿波的生父   | 布莱恩·科兰斯顿    | 成龍 | 康殿宏 | 成龍     |
| 悍嬌虎（Master Tigress），華南虎      | 安吉丽娜·朱莉      | 姜嘉蕾 | 龍顯蕙 | 白百何   |
| 功夫大師（Master Shifu），小熊貓      | 达斯汀·霍夫曼      | 周志輝 | 陳國偉 | 王志文   |
| 猴王（Master Monkey），金葉猴         | 成龙               | 成龙 | 周杰倫 | 周杰倫   |
| 快螳螂（Master Mantis）， 中華大刀螳  | 塞思·罗根          | 葉偉麟 | 劉傑   | 肖央     |
| 俏小龍（Master Viper），赤尾青竹絲    | 刘玉玲             | 羅嘉玲 | 郭怡心 | 朱珠     |
| 靈鶴（Master Crane），丹頂鶴          | 大卫·克罗素        | 李家傑 | 李世揚 | 王太利   |
| 美美（Mei Mei）， 大熊猫              | 凱特·哈德森        | 羅婉楓 | 林美秀 | 楊冪     |
| 天煞（Kai），氂牛                     | J·K·西蒙斯         | 黎家希 | 徐敏   | 姜武     |
| 鵝阿爹（Mr.Ping），鵝                 | 吳漢章             | 馮志輝 | 夏治世 | 張國立   |
| 龜大仙（Master Oogway），加拉巴哥象龜 | 金德文             | 譚炳文 | 孫中台 | 張紀中   |
| 阿包（Bao）， 大熊猫                  | Steele Gagnon      | 麥子衡 | 柳宏霖 | 郭子睿   |
| 星鱷大俠（Master Croc）               | 尚-克勞德·范·達美  | 楊啟健 | 郭霖   |          |
| 猛熊大俠（Master Bear）               | Fred Tatasciore    | 黃志明 | 林永浩 |          |
| 弱雞大俠（Master Chicken）            | Stephen Kearin     | 張振聲 | 洪華葦 |          |
| 熊貓奶奶（Grandma Panda）             | Barbara Dirikson   | 陳安瑩 | 孫若瑜 |          |
| 阿點（Dim）                           | Al Roker           | 馮志坤 | 符爽   |          |
| 阿心（Sum）                           | Willie Geist       | 馮志佑 | 郭霖   |          |
| Mi                                    | Radzi Chinyanganya | 何家裕 |        |          |
| Yoo                                   | Pax Jolie-Pitt     | 陳雪瑩 | 邱雅琪 |          |
| 酷酷（Ku Ku 谷谷）                    | Knox Jolie-Pitt    | 布朗晴 | 孫少宇 |          |
| 萌萌（Meng Meng）                     | Zahara Jolie-Pitt  | 陳雪瑩 | 吳沛妮 |          |
| 帥帥（Shuai Shuai）                   | Shiloh Jolie-Pitt  | 布朗燊 | 冼睿翔 |          |
| 牡丹（Peony）                         | Lindsey Russell    | 王綺婷 |        |          |
|                                       |                    | 李頊珩 吳旻穗 許爾森 盧伽軒 許爾晴 熊仔頭 阿BIE 李家輝 張善軒 唐浩民 黃海文 容宛祺 郭偉程 關偉樂 馮敏儀 呂健輝 徐詠詩 黃慧兒 江立恆 區鉻康 曾詠珊 |        |          |

## 評價
《功夫熊貓3》獲得了普遍好評，爛番茄基於178條評論，新鮮度87%，平均分為6.90/10，而在Metacritic上得到66分，IMDB上得7.3分。
爛番茄共识：「功夫熊貓3擁有必要的輝煌視覺，但不像它圓嘟嘟的主角，這部續集的故事出奇的敏捷，是部值得全家娛樂的電影。」

## 制作
2010年，梦工厂动画首席执行官Jeffrey Katzenberg宣布功夫熊猫系列一共有6部。
2012年7月，梦工厂动画首席创意官Bill Damaschke官方确认了《功夫熊猫3》。
本片将由梦工厂动画和东方梦工厂（2012年由上海由梦工厂动画和上海東方傳媒集團工作室联合成立）联合制作，三分之一将在中国制作，其余将在美国梦工厂动画制作。这是美国主导的动画电影第一次同中国公司联合制作。制片公司正与国家新闻出版广电总局亲密合作以确保影片在中国的发行。作为一部与中国的合拍片，梦工厂可以避免中国大陸严格的进口配额限制，并能分享比进口影片更大比例的票房收益。为了确保影片在中国的成功，除了英语版以外，中文版也将完全动画化，使之成为唯一一个声音与口型同步的外语版本。
本片由詹妮弗·余·尼尔森执导，Melissa Cobb制片，Jonathan Aibel及Glenn Berger编剧，以及Glenn Berger担任联合制片。del Toro在一次新闻发布会上表示该片的反派角色将是“有史以来最强大的反派”。
2013年4月9日，官方宣布瑞贝尔·威尔森、布萊恩·克蘭斯頓及邁茲·米克森将参演本片。
2015年2月，有消息称Alessandro Carloni将与詹妮弗·余·尼尔森联合执导本片。据该报道，首部电影担任动画主管，第二部担任故事艺术家的Carloni加盟詹妮弗·余·尼尔森，并根据其要求“强化后台”以确保该片及时完工。

## 发行
2012年9月，官方宣布《功夫熊猫3》将于2016年3月18日发行。
2013年4月9日，官方宣布将发行日期从2016年3月18日提前到2015年12月23日。
2014年12月，发行日期又被改回之前的2016年3月18日，以避免與《星際大戰：原力覺醒》正面交锋。
2015年4月，发行日期再次被更改，变成了2016年1月29日。
先行预告片已于2015年6月18日在梦工厂动画的官方YouTube主页上发布。
在香港，本片發行日期為2016年3月17日，並與《動物方城市》一起，於復活節假期在全港戲院上映。

## 迴響

### 評價
爛番茄根據180條評論，本片得到新鮮度86%，均分6.9／10，觀眾的好評度為79%，均分3.9／5。在Metacritic上根據34條評論而獲得66分。

### 票房
| 上一届： 《星球大战：原力觉醒》 | 2016年中国內地一周票房冠军 第5-6周 | 下一届： 《美人魚》 |

## 音乐
《功夫熊猫3》的配乐继续由美国著名作曲家汉斯·季默负责，这是他自《功夫熊猫》、《功夫熊猫2》以及《蓋世五侠的秘密》后再一次负责系列的编曲。而中国著名钢琴家朗朗、大提琴家王健和二胡音乐家果敢等人也参与了影片的配乐工作。而参与过电影前两部的約翰·包威爾这次因为档期原因没有参与到第三部的编曲工作。

### 全球主題曲
本集主題歌曲《TRY》包含英文與中文。由夢工廠動畫執行長Jeffrey Katzenberg親自點名台灣歌手周杰倫監製，旗下歌手派偉俊作曲、冼佩瑾英文作詞，方文山中文作詞，Hans Chen(陳思翰)及Josh Lo製作。於2016年1月6日於台灣HitFM與中國大陸、港澳地區、星馬地區、舊金山與加拿大等地電台，同步首播。1月8日正式版MV於杰威爾音樂Youtube發佈 。
| 曲序 | 曲目                           |                               | 作曲   | 演唱          | 备注       |
| ---- | ------------------------------ | ----------------------------- | ------ | ------------- | ---------- |
| 1.   | 《TRY》（功夫熊貓3全球主題曲） | 冼佩瑾（英文） 方文山（中文） | 派偉俊 | 周杰倫 派偉俊 | 中英文發音 |